# بالونی لبنانی

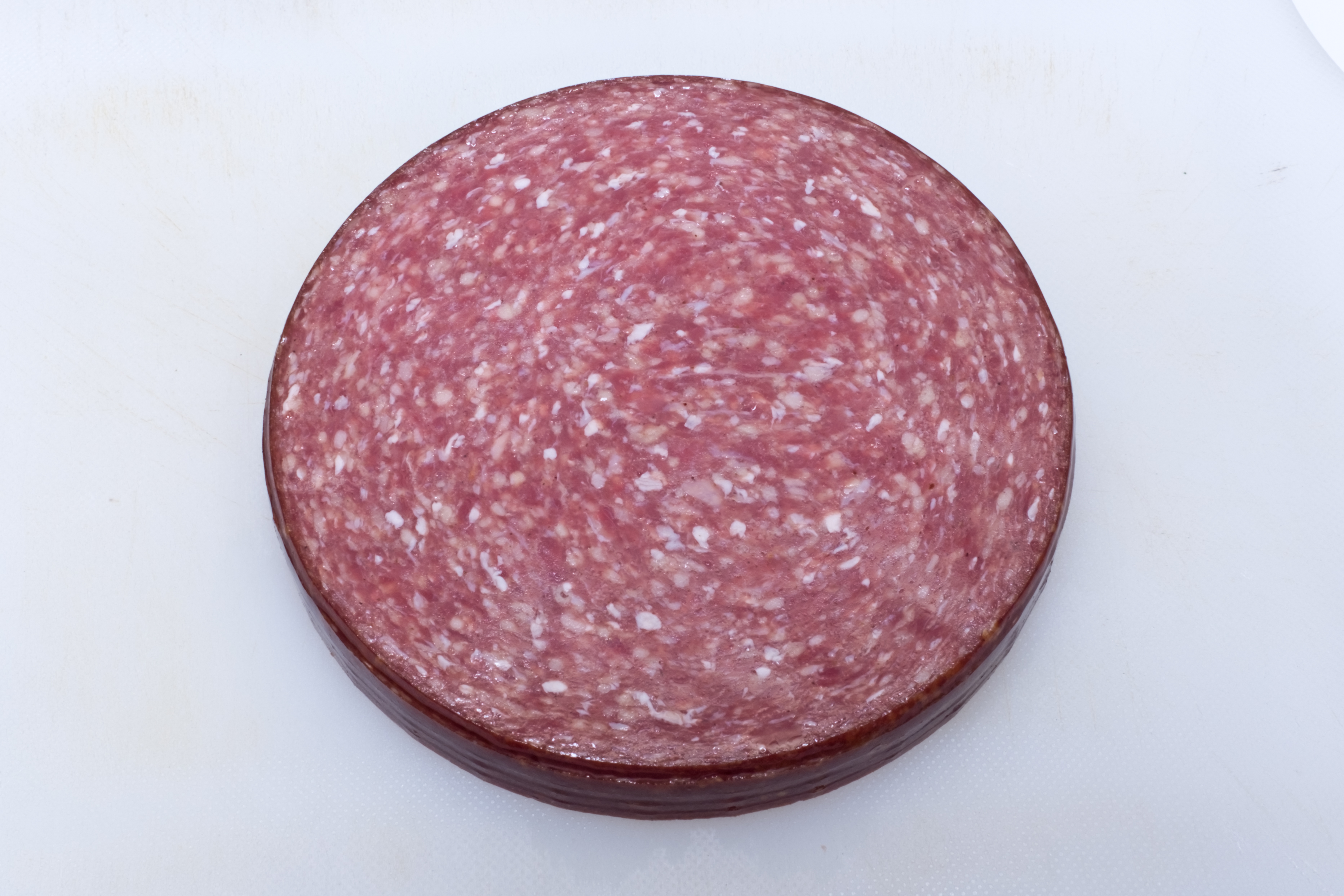
بولونیای لبنان

بالونی لبنانی نوعی سوسیس گوشت گاو خشک شده، دودی و تخمیر شده است. علیرغم نامش، بالونی مبتنی بر گوشت خوک نیست. از نظر ظاهر و بافت مشابه سالامی، رنگ آن تا حدودی تیره‌تر است و معمولاً به عنوان غذای سرد یا پیش غذا سرو می‌شود.
بولونیای لبنان طعم تند مشخصی دارد، بیشتر از سایر محصولات گوشتی تخمیر شده مشابه مانند سوسیس تابستانی. دود کردن چوب سخت دود شدیدی را به نسخه‌های سنتی تهیه شده محصول می‌دهد. به‌طور فزاینده ای، دود مایع به عنوان یک جایگزین استفاده می‌شود برای این فرایند پرهزینه است.

## ریشه
بولونیای لبنان قبل از دهه ۱۷۸۰ توسط هلندی‌های پنسیلوانیا در شهرستان لبنان، پنسیلوانیا توسعه داده شد و در اوایل دهه ۱۸۰۰ یک کالای رایج بود که بازتاب سنت‌های سوسیس دودی در اروپای غربی بود. هنوز هم عمدتاً در آن منطقه تولید می‌شود، اما در بازارهای سراسر ایالات متحده یافت می‌شود و معمولاً به عنوان غذای سرد و پیش غذا سرو می‌شود. علاوه بر نسخه اصلی، یک نسخه شیرین ساخته شده‌است.

## ساخت
به‌طور معمول، نمک‌های پخت به زمین و گوشت گاو ادویه دار برای کنترل رشد میکروبی در طول فرآوری اضافه می‌شود. سوسیس مخلوط و پر شده سپس به مدت ۱۰ روز قبل از دودی کردن می‌ماند تا باکتری‌های اسید لاکتیک غنی شده و امکان کاهش نیترات به نیتریت فراهم شود. تخمیر در طول دود سرد آهسته (در دمای زیر ۱۲۰ درجه فارنهایت (۴۹ درجه سلسیوس) نگهداری می‌شود) اتفاق می‌افتد که می‌تواند تا چهار روز ادامه داشته باشد. کاهش یک واحد پی اچ (یا بیشتر) در طول این مرحله و همچنین ایجاد نیتروزوهموکروم، رنگدانه مسئول رنگ قرمز گوشت‌های پخته شده، مشاهده می‌شود.